# توكورو فوجيوارا
توكورو فوجيوارا (باليابانية: 藤原 得郎) ، مصمم ومطور ألعاب فيديو ياباني، إشتهر بتطوير صناعة اللعبة لشركة كابكوم، وعمل مديراً لتطوير ألعاب فيديو لشركة كابكوم، ومنها لعبة ميجا مان 4.

## عمل
- بويان—مخرج
- Roc 'N Rope—مخرج
- Vulgus—مخرج
- Pirate Ship Higemaru—مخرج
- غوستزن غوبلينس—مخرج
- Commando—مخرج
- قائمة ألعاب كابكوم—مخرج
- Bionic Commando (Arcade) -- مخرج
- Tiger Road—مخرج
- Ghouls 'n Ghosts—مخرج
- ميجا مان 2—منتج
- لغتي  [لغات أخرى]‏—Adviser
- سويت هوم—Special Thanks
- Marusa no Onna—مخرج
- Destiny of an Emperor—منتج
- Willow (NES) -- منتج
- ميجا مان 3—منتج
- داك تايلز—منتج
- Gargoyle's Quest—منتج
- Chip 'n Dale Rescue Rangers—منتج
- حرب الشوارع 2010: آخر مقاتل—منتج
- Super Ghouls 'n Ghosts—منتج
- ميجا مان 4—منتج
- ليتل ميمو: ذا دريم ماستر—Executive منتج
- Destiny of an Emperor II—مخرج
- حورية البحر الصغيرة—منتج
- Mega Man: Dr. Wily's Revenge—منتج
- داركوينغ داك—منتج
- تيل إسبن—منتج
- Gargoyle's Quest II—منتج
- Gold Medal Challenge '92—منتج
- Magical Quest starring Mickey Mouse—منتج
- Adventures in the Magic Kingdom—منتج
- Mega Man II (Game Boy)—منتج
- ميجا مان 5—منتج
- بريث أوف فاير (سلسلة)—منتج
- داك تايلز 2—منتج
- Final Fight 2—منتج
- Mighty Final Fight—منتج
- Mega Man III (Game Boy)—منتج
- ميجا مان 6—منتج
- Disney's Aladdin—Adviser
- شيب آن ديل ريسكو رينجرز 2—منتج
- Mega Man X—منتج
- ميجا مان سوكر—منتج
- Mega Man IV (Game Boy)—منتج
- Goof Troop—منتج
- Demon's Crest—منتج
- The Great Circus Mystery starring Mickey & Minnie—منتج
- بيرث أوف فاير 2—منتج
- ميجا مان إكس 2—منتج
- X-Men: Mutant Apocalypse—منتج
- Mega Man V (Game Boy)—منتج
- Bonkers—منتج
- ميجا مان 7—منتج
- ميجا مان إكس 3—منتج
- Mickey to Donald Magical Adventure 3—منتج
- Final Fight 3—منتج
- Hanako Sangakita!! Gakkou no Kowai Uwasa—منتج
- ريزدنت إيفل—General منتج
- تومبا!—Executive منتج، مخرج, Art مخرج
- تومبا! 2: عودة الخنزير الشرير—Chief منتج, Game Design
- Extermination—Executive منتج
- Hungry Ghosts—Executive منتج، مخرج
- Ultimate Ghosts 'n Goblins—مخرج, Planning
- بيونيك كوماندو ريرميد—Consultant
- Madworld—Original Game Design